# Gerd Rainer Weber

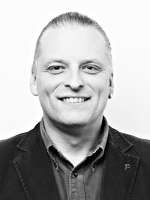
Gerd Rainer Weber 2016

Gerd Rainer Weber (* 1966 in Neunkirchen/Saar) ist ein deutscher Kommunalpolitiker (SPD). Von 2014 bis April 2017 war er Landesvorsitzender der Piratenpartei Saarland.

## Leben
Gerd Rainer Weber besuchte nach der Grundschule Furpach das Gymnasium am Krebsberg in Neunkirchen (Saar). Nach dem Abitur im Jahr 1985 leistete er seinen Grundwehrdienst ab und studierte anschließend bis 1992 an der Universität des Saarlandes. 
Gerd Rainer Weber ist verheiratet und wohnt in Ottweiler. Beruflich arbeitet er selbstständig u. a. als Kommunikationstrainer.

## Politik
Er trat im Oktober 2011 als Gründungsmitglied des Kreisverbandes Neunkirchen der Piratenpartei bei und war bis zum April 2017 dessen Vorsitzender. Für die Piratenpartei saß er im Kreistag Neunkirchen und fungierte als Beigeordneter im Landkreis Neunkirchen.
Nach dem Rücktritt von Jasmin Freigang vom Landesvorsitz wurde er als neuer Landesvorsitzender gewählt und setzte sich damit gegen den bisherigen Stellvertreter Jörg Arweiler durch. Bei der Landtagswahl im Saarland 2017 trat er als Spitzenkandidat der saarländischen Piratenpartei an. Seine Partei verfehlte allerdings mit 0,7 Prozent aller Stimmen den Einstieg in den Landtag des Saarlandes. Anschließend trat er von allen Parteiämtern zurück und wechselte im April 2017 zur SPD, wo er zunächst den Ortsverband Ottweiler verstärkt. Seine Ämter als Mitglied des Kreistags Neunkirchen und Kreisbeigeordneter des Landkreises Neunkirchen behielt er bei.